# Кашино (Алейський район)
Ка́шино (рос. Кашино) — село у складі Алейського району Алтайського краю, Росія. Адміністративний центр Кашинської сільської ради.

## Населення
Населення — 677 осіб (2010; 837 у 2002).
Національний склад (станом на 2002 рік):
- росіяни — 92 %